# سيلة الغربية
قرية سيلة الغربية هي إحدى القرى التابعة لمركز مطاي بمحافظة المنيا في جمهورية مصر العربية. حسب إحصاءات سنة 2006، بلغ إجمالي السكان في سيلة الغربية 7849 نسمة، منهم 3962 رجلا و3887 امرأة.

## التعليم
بالقرية مدرسة الشهيد موسى جلال الابتدائية، ومدرسة سيلة الغربية الابتدائية.